# San Nicolás de Bari
San Nicolás de Bari è un comune di Cuba, situato nella provincia di Mayabeque. Il suo territorio si estende su una superficie di 496 chilometri quadrati.